# Bruce Rioch
Bruce Rioch (Aldershot, 6 settembre 1947) è un ex calciatore e allenatore di calcio scozzese, di ruolo centrocampista.

## Biografia
Rioch fa parte di una famiglia di calciatori: suo fratello minore Neil è stato anch'egli un calciatore professionista. Inoltre figlio di Bruce, Gregor, ha seguito le orme paterne, divenendo anch'egli calciatore e allenatore professionista. Anche il nipote Matt Holmes è stato un calciatore professionista.

## Carriera

### Club
Formatosi nel Luton Town, nel 1969 viene acquistato, con una valutazione complessiva di £110.000, insieme al fratello Neil dall'Aston Villa.

## Palmarès

### Giocatore

#### Competizioni nazionali
- Campionato inglese di quarta divisione: 1

Luton Town: 1967-1968
- Third Division: 1

Aston Villa: 1971-1972
- Campionato inglese: 1

Derby County: 1974–1975
- Charity Shield: 1

Derby County: 1975
- NASL Western Division: 1

Seattle Sounders: 1980

### Allenatore
- Coppa di Danimarca: 1

Odense: 2006-2007